# Enologia
Enologia (do grego: οἶνοςλογία; oînoslogia, literalmente "estudo do vinho") é a ciência que estuda aquilo o que está relacionado com a produção e conservação de vinho, desde o plantio, escolha do solo, vindima, produção, envelhecimento, engarrafamento e venda.
Existem pouquíssimas faculdades de enologia, estando as principais na França e Itália. Em Portugal, a Universidade de Trás-os-Montes e Alto Douro ministra a única Licenciatura em Enologia deste país. 
Na América do Sul, segundo alguns, a melhor delas localiza-se em Mendoza, Argentina. No Brasil, existem quatro: a única que oferece bacharelado em enologia é a Universidade Federal do Pampa - Campus de Dom Pedrito, e as outras quatro instituições oferecem curso de tecnólogo e técnico em enologia, sendo uma em Bento Gonçalves (Rio Grande do Sul), outra em Petrolina (Pernambuco), mais uma em São Roque (São Paulo) - ambas oferecidas pelo Instituto Federal de Educação, Ciência e Tecnologia (IFET) - e a quarta é oferecida pela Universidade Federal de Pelotas.
A enologia é uma ciência moderna que reúne o conhecimento científico sobre as diversas áreas para se estudar as questões relacionadas com o vinho. As disciplinas de base para a formação do enólogo incluem a entomologia, fisiologia, matemática, estatística, geologia, botânica, microbiologia, física, marketing, economia, climatologia, química, entre outras. Além das disciplinas voltadas para a prática da enologia como a vinificação, viticultura, marketing de vinhos, operações unitárias relacionadas a elaboração do vinhos, controle de qualidade e análise sensorial.
A enologia não deve ser confundida com viticultura, que estuda somente o cultivo da uva para o vinho e vinicultura, que concentra os aspectos culturais em torno do vinho.

## Educação
O enólogo é um profissional com características definidas, dentro do perfil ocupacional da indústria, e para as tarefas de coordenação, supervisão e execução, sendo responsável pela produção e por todos os aspectos relacionados com o produto final desejado, como o vinho, espumante, suco, Conhaque ou graspa. Muitas vezes, o enólogo exerce também funções de vendedor e assume a parte de marketing relacionado com o produto que vende.
O trabalho de um enólogo inicia-se antes da chegada das uvas ao lagar, já que a qualidade do vinho começa na própria vinha. O enólogo estuda as castas, cujas qualidades particulares transmitem ao vinho o seu carácter único, estuda o solo e o clima, elementos determinantes para que uma mesma casta reaja de forma diferente, condicionando o tipo de vinho final. O enólogo preocupa-se com o tratamento das videiras, com a qualidade das uvas e o seu transporte para o lagar, e com todo o processo subsequente de que irá resultar o vinho. A degustação de vinhos é decisiva para o enólogo no processo de elaboração do produto final, pois é nesta etapa que são avaliadas as características que o vinho possui, ou poderá possuir. Desta forma, o profissional é capaz de decidir quais as escolhas que devem ser tomadas para melhorar o produto. "O enólogo pode provar vinhos para os juntar e criar um lote a partir de diferentes castas e mais tarde provar o resultado desta associação e fazer várias experiências até chegar a um determinado resultado. O vinho é um ato de criação que reflete a personalidade do enólogo que lhe transmite uma parte do seu carácter".